# 吉大港山區聯合人民黨
吉大港山區聯合人民黨（羅馬化：Parbatya Chattagram Jana Samhati Samiti ，簡稱PCJSS）是孟加拉國的一個政黨，宗旨為追求吉大港山區的自治與爭取孟加拉國承認當地少數民族的族群認同。吉大港山區聯合人民黨成立於1973年，其武裝組織和平軍與孟加拉政府軍進行了為期20年的政治與軍事衝突。1997年，雙方簽訂吉大港山區和平條約，結束武裝衝突，和平軍解除武裝，吉大港山區聯合人民黨也轉為正常政黨。

## 背景
吉大港山區聯合人民黨的歷史可追溯至1960年代東巴基斯坦（孟加拉國前身）的山區學生會（Hill Tracts Students' Association）與吉大港山區聯合人民福利發展黨，當時東巴基斯坦政府在吉大港山區建築卡普泰水壩以進行水力發電，淹沒了大片土地，使超過十萬名當地少數民族成為難民，這些組織的宗旨即是為失去土地的人發聲。1971年，孟加拉獨立後，馬納本德拉·納拉揚·拉爾馬等吉大港山區出身的政治人物不滿該國憲法將所有國民視為孟加拉族，忽略少數民族的權益，孟加拉總統谢赫·穆吉布·拉赫曼與拉爾馬談判時，堅持吉大港山區的少數民族應接受孟加拉族的身份認同，並聲稱要將更多孟加拉族移入吉大港山區，以稀釋當地民族的人口比例。

## 創立與路線
1972年4月24日，馬納本德拉·納拉揚·拉爾馬向起草憲法的委員會提出四點宣言:232：
1. 吉大港山區自治，並成立自己的議會。
2. 在憲法中加入保障吉大港山區少數民族身份與權益的條文。
3. 維持吉大港山區各部落酋長的地位，並維護部落傳統的習俗與法律。
4. 在憲法中加入保障吉大港山區自治的條文，並禁止孟加拉族移民進入吉大港山區。

然而這四點宣言被孟加拉政府拒絕，其憲法將全體國民都視為孟加拉族，使吉大港山區的居民相當不滿。1973年2月15日，吉大港山區聯合人民黨成立，由拉爾馬擔任領袖，總部位於科格拉焦里縣迪基納拉烏帕齊拉的巴提（Batti）。其官方意識形態包括人文主義、民族主義、民主主義、世俗主義、對少數民族權益、文化與認同的保護、以及吉大港山區的自治。該黨強烈反對孟加拉政府將更多孟加拉族移入吉大港山區的行動，也反對吉大港山區發展委員會等後來政府在當地設立的組織。
吉大港山區聯合人民黨內部有左翼與右翼兩個派系，前者由拉爾馬領導，主張馬克思、列寧與毛澤東的階級鬥爭路線，稱為拉爾馬派，後者則主張民族主義，由普里蒂·庫馬爾·查克馬（Priti kumar Chakma）領導，稱為普里蒂派:234，1982年10月，兩派系正式分裂，1983年11月，拉爾馬遭到普里蒂派的人員暗殺:234，其胞弟喬提蘭德拉·博迪普伊亞·拉爾馬接掌領導職務，1985年4月，普里蒂派的236名成員向孟加拉政府投降，使該派系不復存在，但查克馬本人並未投降。

## 軍事行動

和平軍的旗幟

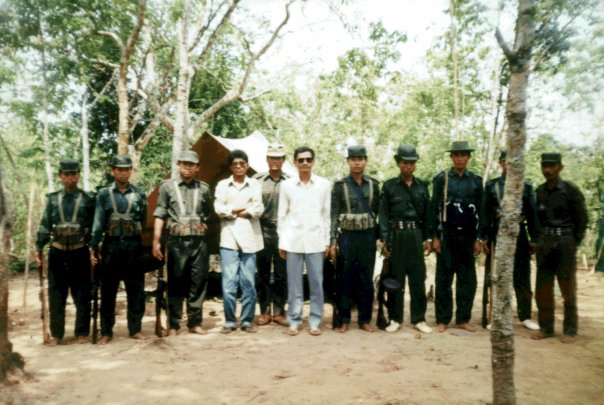
和平軍的武裝人員，攝於1994年

吉大港山區聯合人民黨另外組建了武裝組織和平軍，希望透過武裝鬥爭的方式贏得吉大港山區的自治。和平軍主要由查克瑪人組成，總部亦位於巴提，他們將吉大港山區分為六個軍區，每個軍區又可再細分為四個小區。雖然和平軍也成立於1973年，但直到1976年才展開武裝行動，其攻擊的對象包括孟加拉軍人、警察、官員、吉大港山區的孟加拉族居民、與支持政府的少數民族。印度政府對和平軍提供了經濟與武裝援助，和平軍的許多武裝人員可能曾在鄰近的特里普拉邦接受訓練與補給。

### 和平條約
1991年，吉大港山區聯合人民黨與孟加拉政府展開談判，但在總理卡莉達·齊亞任內，談判未能獲得進展，直到1996年謝赫·哈西娜上任後才有成果，1997年12月2日，雙方正式簽訂了吉大港山區和平條約。條約中，孟加拉政府承認了吉大港山區部落與少數民族的特殊地位，並建立了一個由當地居民組成的吉大港山區地方議會，隔年7月，吉大港山區事務部成立，由吉大港專區出身者擔任領導。另外條約中也規定原屬當地的居民的土地，應在確認其歸屬後，歸還給原擁有者。條約簽訂後，吉大港山區聯合人民黨轉型成一個普通政黨，和平軍也宣告解散。

## 現狀
和平條約簽訂後，吉大港山區聯合人民黨持續監督孟加拉政府對和平條約的落實，該黨認為只有少數條款得到執行，許多條款則未有任何進展。2005年，吉大港山區聯合人民黨對伊斯蘭武裝力量在該地日漸成長，以及緬甸的伊斯蘭武裝份子對孟加拉境內武裝分子的援助表示抗議，並呼籲政府應立刻充分執行和平條約，阻止當地武裝份子對少數民族的攻擊。
吉大港山區聯合人民黨現由馬納本德拉·納拉揚·拉爾馬的弟弟喬提蘭德拉·博迪普伊亞·拉爾馬領導，他同時也擔任吉大港山區地方議會的主席。2007年，吉大港山區聯合人民黨的部分黨員另外成立了吉大港山區聯合人民黨 (拉爾馬派)。